# Шарсе Сент Елије сир Обанс
Шарсе Сент Елије сир Обанс (фр. Charcé-Saint-Ellier-sur-Aubance) насеље је и општина у западној Француској у региону Лоара, у департману Мен и Лоара која припада префектури Анже.
По подацима из 2011. године у општини је живело 771 становника, а густина насељености је износила 45,78 становника/km². Општина се простире на површини од 16,84 km². Налази се на средњој надморској висини од 82 метара (максималној 90 m, а минималној 36 m).

## Демографија
| 1962. | 1968. | 1975. | 1982. | 1990. | 1999. | 2011. |
| ----- | ----- | ----- | ----- | ----- | ----- | ----- |
| 383   | 435   | 449   | 487   | 574   | 628   | 771   |

График промене броја становника у току последњих година